# Joshua B. Stein
Joshua Berton Stein (ur. 27 lutego 1944 w Nowym Jorku, zm. 8 września 2012 w Pawtucket) – amerykański historyk i religioznawca, profesor Roger Williams University w Bristol w stanie Rhode Island, dziekan Wydziału Historii na tym uniwersytecie, specjalista w zakresie historii Europy, historii religii oraz wiedzy o demokracji, autor wielu publikacji.

## Życiorys
Urodził się jako syn dr. Josepha Steina i Sylvii z domu Tancer. Wychowywał się na Brooklinie w Nowym Jorku. Ukończył studia na State University of New York w Buffalo. Uzyskał stopień naukowy doktora filozofii (Ph.D.) na St. Louis University. Później zdobył tytuł Master of Arts w zakresie religioznawstwa (MA in Religious Studies) w Brown University w Providence w stanie Rhode Island.  
W 1969 został wykładowcą na Roger Williams University w Bristol i pracował tam na Wydziale Historii (History Department) przez 43 lata. Prowadził zajęcia dotyczące dziejów cywilizacji zachodniej, historii religii i konstytucjonalizmu.
Był przewodniczącym Senatu Wydziału Historii RWU oraz dziekanem tego wydziału.
W latach 2006–2012 był publicystą na łamach wydawanego w Rhode Island Jewish Voice and Herald. Prowadzona przez niego rubryka nosiła tytuł From the Old Olivetti.
Jego żoną była Penney Stein z domu Taubman. Miał trzech synów: Daniela, Jeremy'ego oraz Samuela.
Zmarł w wyniku ciężkiej choroby w swoim domu w Pawtucket. Został pochowany na Swan Point Cemetery w Providence (Rhode Island Historical Cemetery, 585 Blackstone Blvd. Providence, R.I.).

## Wybrane publikacje
- Claude G. Montefiore on the Ancient Rabbis
- Lieber Freund:  Letters of Montefiore to Schechter
- Our Great Solicitor; Fields of Summer
- Shout Across Time: The Joy of History
- Commentary on the Constitution from Plato to Rousseau
- Religion and the State: Europe and North America in the 17th and 18th Centuries[2]